# Przełęk
Przełęk (deutsch Preiland, 1945–1947 Przełęt) ist ein Ort in der Stadt- und Landgemeinde Nysa (Neisse) im Powiat Nyski der Woiwodschaft Oppeln in Polen.

## Geographie
Przełęk liegt etwa acht Kilometer südlich von Nysa (Neisse) und etwa 63 Kilometer südwestlich von Opole in der Schlesischen Tiefebene am rechten Ufer der Biała Głuchołaska (Biele) an der Bahnstrecke Kędzierzyn-Koźle–Nysa. Durch Przełęk verläuft die Woiwodschaftsstraße 411.
Nachbarorte sind im Norden Podkamień (Steinhübel), im Nordosten Hajduki Nyskie (Heidau), im Süden Polski Świętów (Polnisch Wette) und Markowice, im Westen Iława (Eilau) und Morów (Mohrau) und im Nordwesten Biała Nyska (Bielau).

## Geschichte

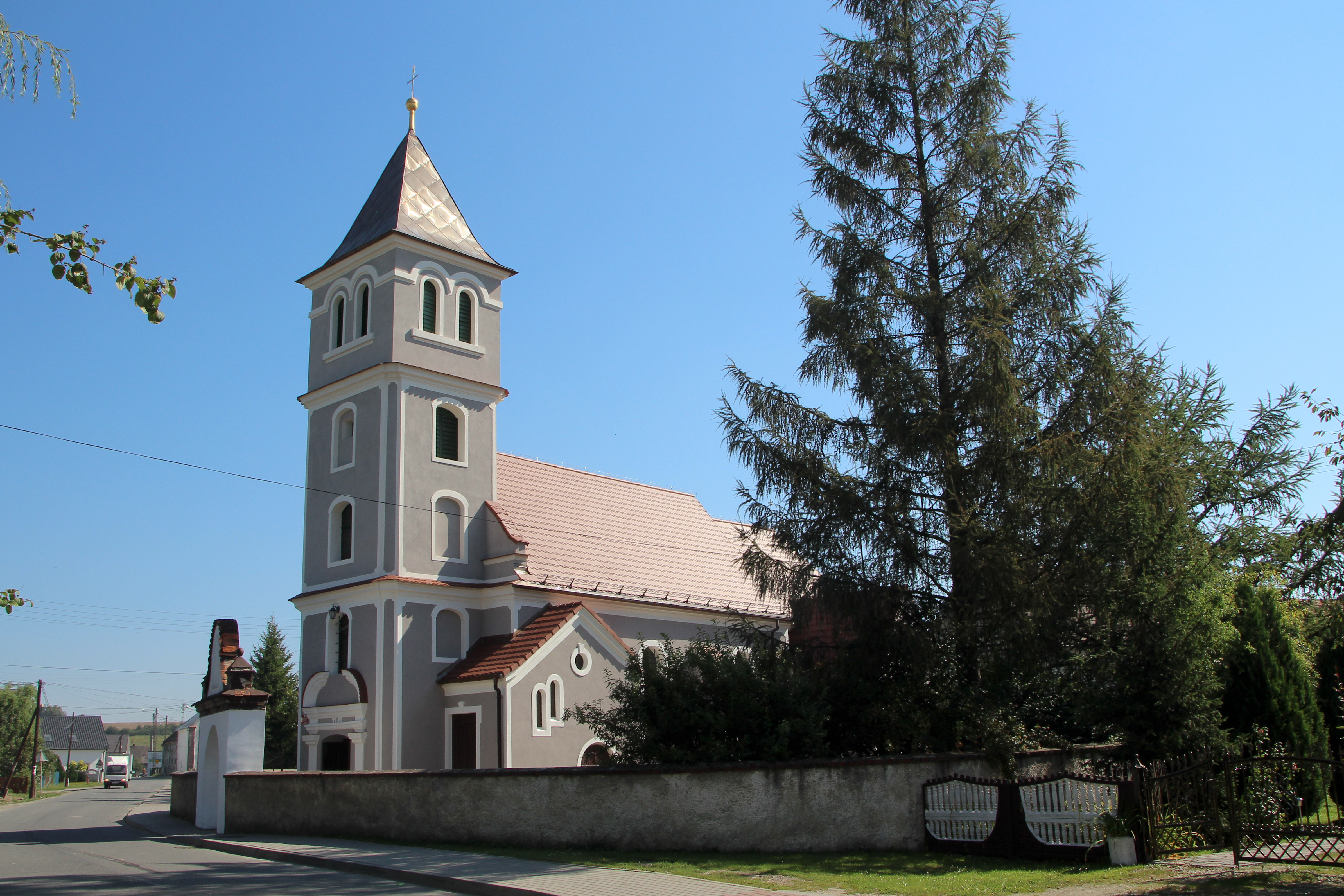
Kirche St. Nikolaus

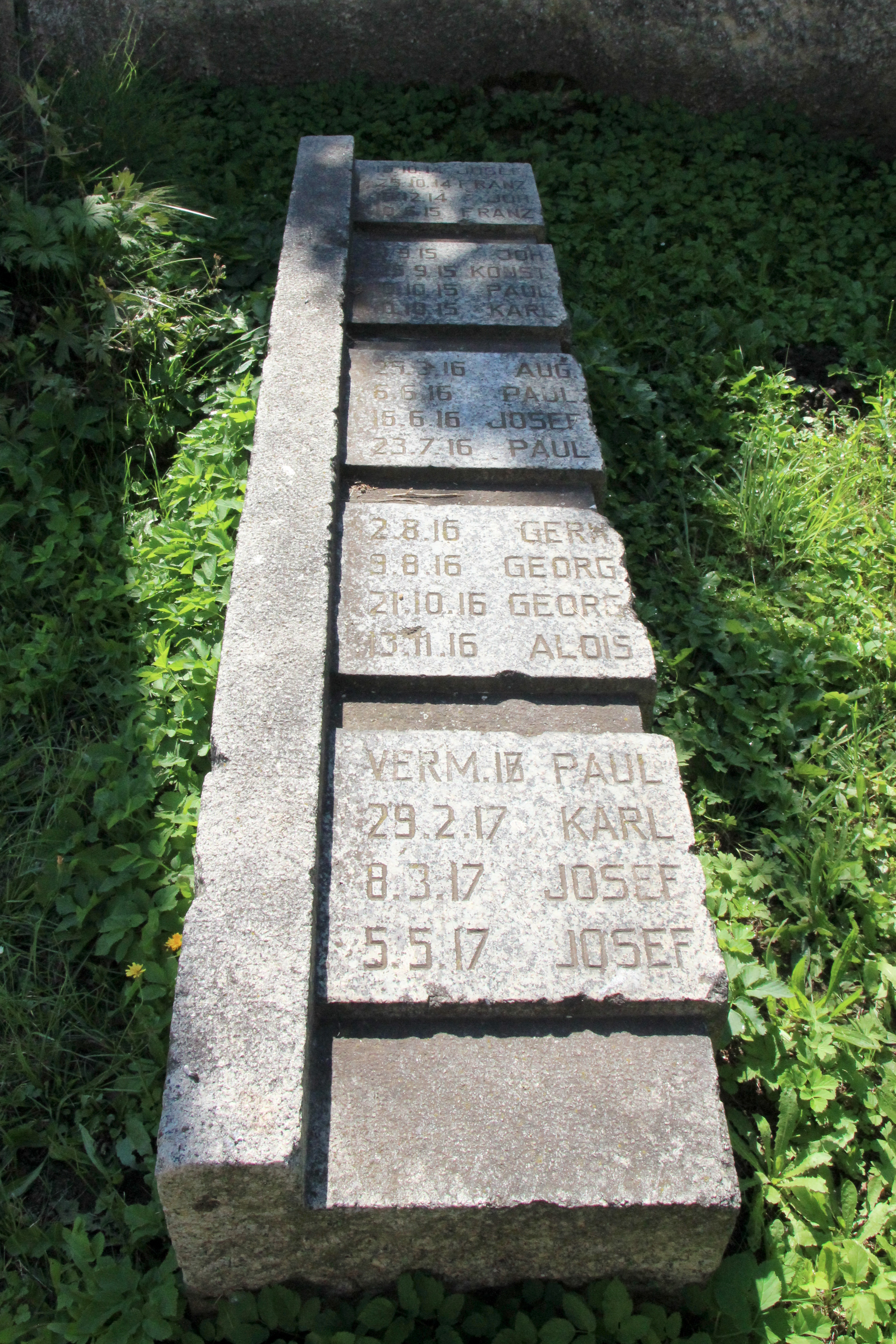
Fragmente des Kriegsdenkmals

Der Ort wurde im Jahr 1256 erstmals als Prselanz erwähnt. Eine erweiterte Erwähnung erfolgte 1284 als Prilanth. In dem Werk  Liber fundationis episcopatus Vratislaviensis aus den Jahren 1295–1305 wird der Ort erstmals als Morow erwähnt. 1311 erfolgte eine Erwähnung als Prelant.
Nach dem Ersten Schlesischen Krieg 1742 fiel Preiland mit dem größten Teil Schlesiens an Preußen. 1784 wurde im Ort eine Schule eingerichtet.
Nach der Neuorganisation der Provinz Schlesien gehörte die Landgemeinde Preiland ab 1816 zum Landkreis Neisse im Regierungsbezirk Oppeln. 1845 bestanden im Dorf eine katholische Filialkirche, eine Kapelle, eine katholische Schule sowie 69 weitere Häuser. Im gleichen Jahr lebten in Preiland 465 Menschen, davon allesamt katholisch. 1847 wurde im Ort eine Baumwollspinnerei vom Kaufmann Robert Herber gegründet. 1855 lebten 570 Menschen im Ort. 1865 zählte der Ort 21 Bauernhöfe, 17 Gärtner- und 23 Häuslerstellen. Die Schule wurde im gleichen Jahr von 106 Schülern besucht. 1874 wurde der Amtsbezirk Bielau gegründet, welcher aus den Landgemeinden Bielau, Eilau, Mohrau, Preiland und Steinhübel und die Gutsbezirke Bielau, Eilau, Mohrau, Preiland und Steinhübel bestand. Im November 1875 wurde die Bahnstrecke Neisse–Ziegenhals eröffnet, womit Preiland einen Anschluss an das Schienennetz der Oberschlesischen Eisenbahn erhielt. 1885 zählte Preiland 504 Einwohner.
1933 lebten in Preiland 537 sowie 1939 541 Menschen. Bis 1945 befand sich der Ort im Landkreis Neisse.
1945 kam der Ort unter polnische Verwaltung und wurde zunächst in Przełęt umbenannt, die Bevölkerung wurde vertrieben. 1947 wurde der Ortsname in Przełęk geändert. 1950 kam Przełęk zur Woiwodschaft Oppeln. 1999 kam der Ort zum wiedergegründeten Powiat Nyski.

## Sehenswürdigkeiten
- Die römisch-katholische St.-Nikolaus-Kirche (poln. Kościół św. Mikołaja) wurde 1780 im Stil des Barocks erbaut. Eine Kapelle an gleicher Stelle wurde bereits 1495 erwähnt. 1638 wurde diese Kapelle durch einen steinernen Bau ersetzt. Das Kirchengebäude steht seit 1966 unter Denkmalschutz.[8]
- Das Denkmal für die Gefallenen des Ersten Weltkriegs hat sich teilweise erhalten.
- Wegekreuz

## Vereine
- Freiwillige Feuerwehr OPS Przełęk
- Fußballverein LKS Przełęk